# Aegomorphus wojtylai
Aegomorphus wojtylai är en skalbaggsart som beskrevs av Hilszczanski och Bystrowski 2005. Aegomorphus wojtylai ingår i släktet Aegomorphus och familjen långhorningar. Inga underarter finns listade i Catalogue of Life.